# Lupus Dei
Lupus Dei – drugi album studyjny niemiecko/rumuńskiej grupy power metalowej Powerwolf wydany 7 maja 2007 roku przez Metal Blade Records.

## Lista utworów
1. „Lupus Daemonis (Intro)” –	1:17
2. „We Take it from the Living” –	4:04
3. „Prayer in the Dark" –	4:20
4. „Saturday Satan"	– 5:18
5. „In Blood We Trust” –	3:03
6. „Behind the Leathermask” – 	4:35
7. „Vampires Don't Die” –	3:09
8. „When the Moon Shines Red” –	4:25
9. „Mother Mary is a Bird of Prey” –	3:16
10. „Tiger of Sabrod” –	3:53
11. „Lupus Dei” –	6:08

## Wykonawcy
- Charles Greywolf – gitara basowa
- Thomas Diener – perkusja
- Attila Dorn – wokal
- Falk Maria Schlegel – keyboard
- Matthew Greywolf – gitara